# Rory Linkletter
Rory Linkletter (* 12. August 1996 in Calgary, Alberta) ist ein kanadischer Leichtathlet, der sich auf den Langstreckenlauf spezialisiert hat.

## Leben
Rory Linkletter wurde in Calgary geboren und wuchs mit drei Brüdern und zwei Schwestern auf. Bereits zu Schulzeiten, zog seine Familie mit ihm in die USA. Sie ließen sich später im US-Bundesstaat Utah nieder. Nach dem Schulabschluss besuchte Linkletter die Brigham Young University, für deren Sportteam er auch an Collegewettbkämpfen teilnahm. 2019 schloss er die Universität mit einem Master im Fach Politikwissenschaften ab. Einen weiteren Abschluss hat er in Kommunikationswissenschaften. Linkletter ist mit der Turnerin Jill van Mierlo verheiratet und lebt in Flagstaff, Arizona. Er wird vom ehemaligen US-Langstreckenläufer, Ryan Hall, trainiert.

## Sportliche Laufbahn
Linkletter bestritt im Jahr 2018 seine ersten Laufwettkämpfe in den Vereinigten Staaten. 2014 lief er seinen ersten Halbmarathon in 1:08:49 min. Im Frühjahr 2015 nahm er am U20-Rennen bei den Crosslauf-Weltmeisterschaften in China teil, wobei er nicht über Platz 86 hinauskam. 2016 erreichte er in der 1. Division das Finale der US-Collegemeisterschaften der National Collegiate Athletic Association über 5000 Meter. 2017 trat er dann bei den Erwachsenen zu den Crosslauf-Weltmeisterschaften in Uganda an. Dort belegte er Ende März den 76. Platz. 2018 konnte er sowohl in der Halle als auch im Freien ins Finale der 5000 Meter bei den Collegemeisterschaften einziehen und erreichte dabei die Plätze 6 und 8. 2019 nahm Linkletter in Dänemark erneut an den Crosslauf-Weltmeisterschaften teil. Diesmal belegte er Platz 81. Anfang August trat er für Kanada im 10.000-Meter-Lauf bei den Panamerikanischen Spielen in Lima an. Dort belegte er in 28:38,49 min den sechsten Platz. Ende Oktober lief er den Toronto Waterfront Marathon in 2:16:42 h und kam damit auf den 16. Platz. 2020 lief er zum Ende des Jahres in Arizona in 2:12:54 h eine neue Marathon-Bestzeit. Auch 2021 bestritt er mehrere Halbmarathon- und Marathonläufe, wobei er beim Marathon in Sacramento den zweiten Platz belegte. 2022 lief Linkletter im Januar in 1:01:08 eine neue Halbmarathon-Bestzeit. Im Mai wurde er zunächst Dritter bei den kanadischen Meisterschaften über 10.000 Meter und gewann noch im selben Monat die Silbermedaille im 10-km-Straßenlauf. Später im Sommer trat er in den USA zum ersten Mal bei Leichtathletik-Weltmeisterschaften an. Dort lief er den Marathon in neuer Bestzeit von 2:10:24 und belegte damit den 20. Platz.
Ein Jahr nach seinem WM-Debüt trat Linkletter auch in Budapest bei den Leichtathletik-Weltmeisterschaften an. Diesmal belegte er im Marathonlauf den 19. Platz.

## Wichtige Wettbewerbe
| Jahr               | Veranstaltung                      | Ort                | Platz              | Disziplin          | Zeit               |
| Startet für Kanada | Startet für Kanada                 | Startet für Kanada | Startet für Kanada | Startet für Kanada | Startet für Kanada |
| ------------------ | ---------------------------------- | ------------------ | ------------------ | ------------------ | ------------------ |
| 2015               | Crosslauf-Weltmeisterschaften      | Guiyang            | 86.                | Juniorenrennen     | 27:18 min          |
| 2017               | Crosslauf-Weltmeisterschaften      | Kampala            | 76.                | Einzel             | 31:54 min          |
| 2019               | Crosslauf-Weltmeisterschaften      | Aarhus             | 81.                | Einzel             | 35:05 min          |
| 2019               | Panamerikanische Spiele            | Lima               | 6.                 | 10.000 m           | 28:38,49 min       |
| 2022               | Leichtathletik-Weltmeisterschaften | Eugene             | 20.                | Marathon           | 2:10:24 h          |
| 2023               | Leichtathletik-Weltmeisterschaften | Budapest           | 19.                | Marathon           | 2:12:16 h          |

## Persönliche Bestleistungen
Freiluft
- 1500 m: 3:51,00 min, 7. April 2018, Eugene
- 3000 m: 8:30,70 min, 7. April 2018, Eugene
- 5000 m: 13:29,67 min, 6. Mai 2022, San Juan Capistrano
- 10.000 m: 28:12,42 min, 2. Mai 2019, Palo Alto

Straße
- 10-km-Lauf: 28:43 min, 2. April 2022, Charleston
- Halbmarathon: 1:01:02 h, 14. Januar 2024, Houston
- Marathon: 2:08:01 h, 18. Februar 2024, Sevilla

Halle
- Meilenlauf: 3:59,05 min, 2. Dezember 2023, Boston
- 3000 m: 7:49,13 min, 12. Februar 2022, Louisville
- 5000 m: 13:57,62 min, 10. März 2017, College Station